# Jonàs (profeta)

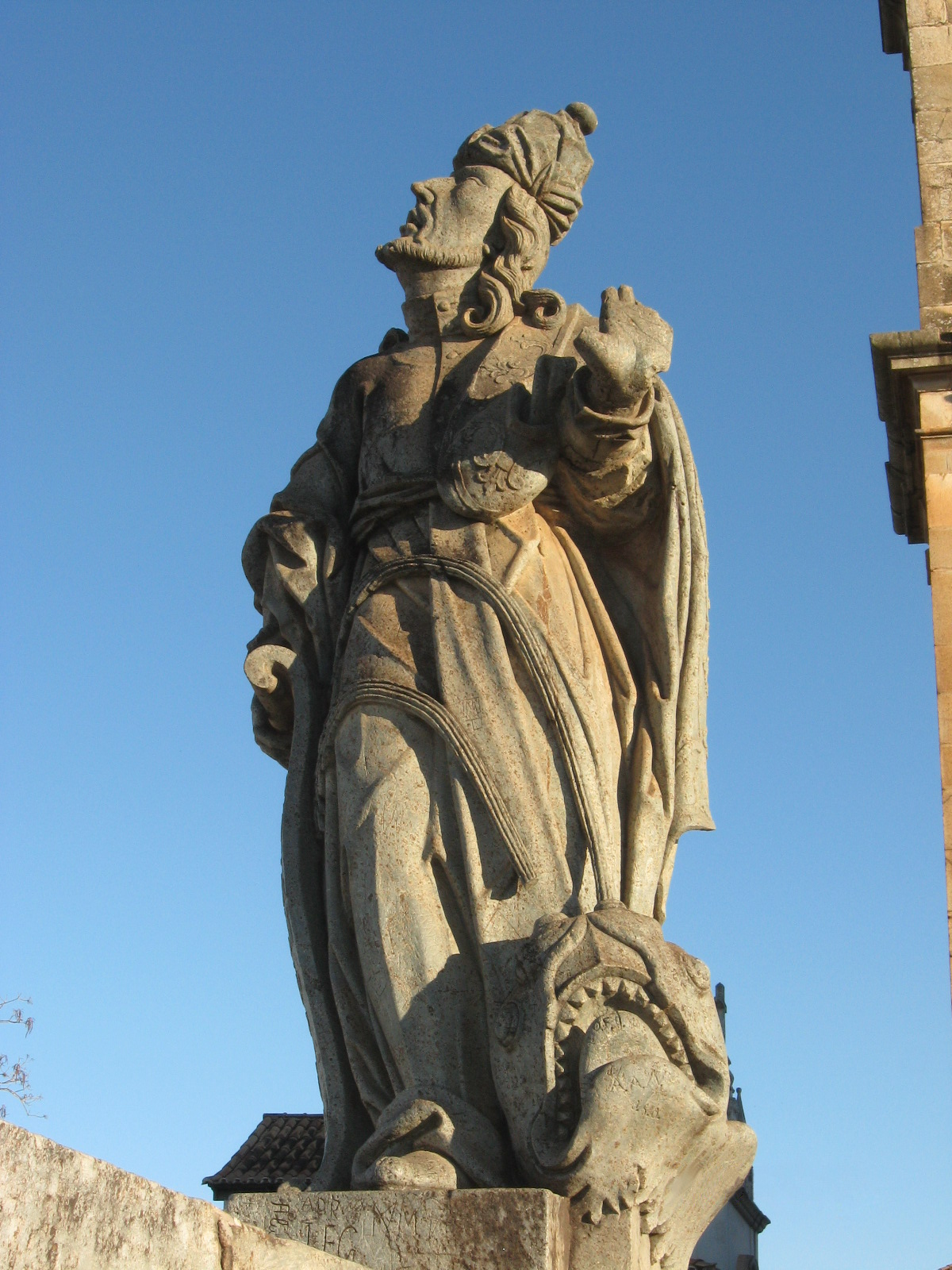
Estàtua de Jonàs a la ciutat Minas-Gerais (Brasil)

Jonàs (hebreu: יוֹנָה, Yōnā‎, ‘colom’; llatí: Ionas; àrab: يونس, Yūnus) fou el cinquè dels profetes menors. Era fill d'Amitai i pertanyia al regne d'Israel. És un dels profetes també esmentat a l'Alcorà.
El Segon Llibre dels Reis diu que va anunciar que, segons la paraula de Jehovà, Israel restabliria les seves antigues fronteres des de l'entrada de Hama fins al mar de Wadi Araba. Sembla que el rei Jeroboam va ampliar notablement els límits d'Israel.
Nascut a Gethhepher, a la tribu de Zabuló, visqué durant el regnat de Jeroboam II, rei d'Israel. Jonàs rebé de Déu l'ordre d'anar a predicar a Nínive i desobeí: en lloc de Nínive, i va anar a Jaffa, on embarcà en una nau fenícia amb rumb cap a Tharsis (Espanya). Una violenta tempesta posà en perill l'embarcació, i els tripulants es jugaren a sorts saber qui era el causant d'aquella desgràcia. Jonàs, que estava dormint a la bodega, va demanar que el llancessin al mar per salvar la nau. Així es va fer, i fou engolit per un gran peix, que se suposa que fou un tauró, no una balena com vulgarment es creu. Ja dins del ventre del tauró, adreçà una oració al Senyor, el qual donà l'orde que el peix expulsés el profeta i el llancés a la platja.
Llavors Déu va reiterar el seu mandat d'anar a Nínive, que Jonàs obeí i se'n va anar cap a la capital d'Assíria, on predicà la penitència. Els ninivites es convertiren davant les exhortacions del profeta, i Déu va retirar la sentència d'extermini que requeia contra ells. Disgustat Jonàs de la facilitat amb què Déu havia perdonat aquella gent, abandonà el poble, abandonà la ciutat (no sense que el Senyor li reprovés la seva irritabilitat) i es va construir una cabana per defensar-se dels raigs del sol. Déu va fer que allà nasqués una planta (que segons creença comuna era el ricí), la qual va créixer tan ràpidament que protegí el profeta amb la seva ombra. L'endemà, a trenc d'alba, Déu va enviar un cuc que picà la planta i quedà seca.

Alhora el Senyor va enviar a la terra un vent ardorós, i Jonàs es va veure exposat als raigs d'un sol abrasador. A les seves queixes i laments, el Senyor hi respongué amb una saludable lliçó:
| « | Aquesta carabassera no t’ha donat cap feina, ni ets tu qui l'ha feta créixer: en una nit ha brotat i en una nit s'ha marcit. I mira com te’n planys! ¿I jo no havia de plànyer Nínive, la gran ciutat, on viuen més de cent vint mil persones que no distingeixen el bé del mal, a més de tant de bestiar? (Jonàs 4,10-11) | » |

El profeta Jonàs és el tema del poema Nabí, de Josep Carner (1941).

## Cal veure
- Llibre de Jonàs
- Josep Carner. Nabí. (ISBN 84-297-4451-7)